# Виборчий округ 214
Виборчий округ 214 — виборчий округ в місті Києві. В сучасному вигляді був утворений 28 квітня 2012 постановою ЦВК №82 (до цього моменту існувала інша система виборчих округів). Окружна виборча комісія цього округу розташовується в будівлі Дніпровської районної в місті Києві державної адміністрації за адресою м. Київ, бульв. Івана Котляревського, 1/1.
До складу округу входить частина Дніпровського району (окрім території на північ від Русанівських садів та території між проспектом Соборності, разом з його уявним продовженням на схід, і залізницею, на схід від вулиці Вифлеємської). Округ складається із двох окремих частин, які не межують між собою. Виборчий округ 214 межує з округом 215 на півночі, на північному сході і на сході, з округом 97 і округом 98 на сході, з округом 216 на південному сході, з округом 212 на півдні, з округом 221 на заході та з округом 220 на північному заході. Виборчий округ №214 складається з виборчих дільниць під номерами 800350-800353, 800366, 800369-800407, 800431-800434 та 800438-800470.

## Народні депутати від округу
| Ім'я                    | Фото | Партія               | Скликання | Дата набуття повноважень | Дата припинення повноважень |
| ----------------------- | ---- | -------------------- | --------- | ------------------------ | --------------------------- |
| Чумак Віктор Васильович |      | УДАР                 | 7-ме      | 12 грудня 2012           | 27 листопада 2014           |
| Чумак Віктор Васильович |      | Блок Петра Порошенка | 8-ме      | 27 листопада 2014        | 29 серпня 2019              |
| Швець Сергій Федорович  |      | Слуга народу         | 9-те      | 29 серпня 2019           | 28 травня 2025              |

## Результати виборів

### Парламентські

#### 2019
Кандидати-мажоритарники:
- Швець Сергій Федорович (Слуга народу)
- Маляревич Олесь Вікторович (Європейська Солідарність)
- Чумак Віктор Васильович (Хвиля)
- Васильчук Вадим Васильович (Голос)
- Безніс Олександр Олександрович (Опозиційна платформа — За життя)
- Бузницький Василь Юрійович (Батьківщина)
- Швакель Олександр Євгенович (самовисування)
- Кударенко Степан Вікторович (Свобода)
- Медведенко Станіслав Юрійович (самовисування)
- Шишацький Дмитро Анатолійович (Опозиційний блок)
- Васильєв Олександр Валерійович (самовисування)
- Діжечко Максим Володимирович (Демократична Сокира)
- Леденьова Анна Владиславівна (самовисування)
- Фарфанюк Мирослав Андрійович (самовисування)
- Сагуйченко Євген Олександрович (Громадянська позиція)
- Ференс Богдан Володимирович (самовисування)
- Назаренко Юрій Юрійович (самовисування)
- Паренюк Альбіна Вільямівна (самовисування)
- Холкін Олег Анатолійович (самовисування)
- Кіпоренко Євген Валерійович (самовисування)
- Мусієнко Денис Володимирович (самовисування)
- Пригладь Володимир Вікторович (самовисування)

#### 2014
Кандидати-мажоритарники:
- Чумак Віктор Васильович (Блок Петра Порошенка)
- Березніков Олександр Іванович (Батьківщина)
- Сович Роман Миколайович (самовисування)
- Сагуйченко Євген Олександрович (Радикальна партія)
- Мішана Світлана Василівна (Опозиційний блок)
- Виноградов Олег Всеволодович (самовисування)
- Чумак Олег Терентійович (самовисування)
- Ніколаєва Наталія Степанівна (Солідарність жінок України)
- Бурін Олег Михайлович (Сильна Україна)
- Щербина Тетяна Олександрівна (Зелена планета)
- Вейдер Дарт Павлович (самовисування)
- Дядюк Олександр Володимирович (самовисування)
- Яворський Віталій Вікторович (самовисування)
- Кравець Ірина Едуардівна (самовисування)
- Сафаров Євгеній Едуардович (самовисування)
- Поліщук Станіслав Віталійович (самовисування)
- Лебедєв Володимир Олександрович (самовисування)
- Грек Володимир Іванович (Ліберальна партія України)

#### 2012
Кандидати-мажоритарники:
- Чумак Віктор Васильович (УДАР)
- Довгий Олесь Станіславович (самовисування)
- Мартинов Микола Єгорович (Комуністична партія України)
- Хмель Анатолій Олексійович (Партія регіонів)
- Кочкіна Олена Юріївна (самовисування)
- Бойко Олег Миколайович (Радикальна партія)
- Опимах Оксана Григорівна (Конгрес українських націоналістів)
- Чобіт Дмитро Васильович (самовисування)
- Сміхун Валентин Іванович (самовисування)
- Васильчук Вадим Васильович (самовисування)
- Чубко Оксана Миколаївна (самовисування)
- Столяренко Ігор Анатолійович (самовисування)
- Швачка Наталія Володимирівна (самовисування)
- Гавриленко Олександр Борисович (самовисування)
- Шелягов Анатолій Васильович (самовисування)
- Сенченко Сергій Анатолійович (самовисування)
- Власко Олена Володимирівна (самовисування)
- Самойленко Анна Василівна (Соціалістична Україна)
- Ратушний Микола Данилович (Об'єднані ліві і селяни)
- Голубка Степан Михайлович (самовисування)
- Юрченко Олександр Іванович (самовисування)

## Явка
Явка виборців на окрузі: